# Stanwellia nebulosa
Stanwellia nebulosa is een spinnensoort in de taxonomische indeling van de bruine klapdeurspinnen (Nemesiidae).
Stanwellia nebulosa werd in 1918 beschreven door Rainbow & Pulleine.